# (3180) Morgan
(3180) Morgan (1962 RO) ist ein ungefähr vier Kilometer großer Asteroid des inneren Hauptgürtels, der am 7. September 1962 im Rahmen des Indiana Asteroid Programs am Goethe-Link-Observatorium in Brooklyn, Indiana, Vereinigte Staaten (IAU-Code 760) entdeckt wurde. Durch das Indiana Asteroid Program wurden insgesamt 119 Asteroiden neu entdeckt.

## Benennung
(3180) Morgan wurde nach dem US-amerikanischen Astronomen William Wilson Morgan (1906–1994) benannt. Ab 1926 arbeitete er am Yerkes-Observatorium an der Spektralklassifikation – der Einteilung von Asteroiden in Spektralklassen. Zusammen mit Philip C. Keenan, nach dem der Asteroid (10030) Philkeenan benannt ist, entwickelte er das MK-System. Mit Donald Edward Osterbrock, nach dem der Asteroid (6107) Osterbrock benannt ist, und Stewart Sharpless wies der die Spiralarm der Milchstraße nach. Morgan erfand  mit Nicholas Mayall, nach dem der Asteroid (2131) Mayall benannt ist, das UBV-System, ein spektrales Klassifizierungssystem für große Galaxien. Die Benennung wurde von Frank K. Edmondson vorgeschlagen.